# Opisthopsis jocosus
Opisthopsis jocosus är en myrart som beskrevs av Wheeler 1918. Opisthopsis jocosus ingår i släktet Opisthopsis och familjen myror. Inga underarter finns listade i Catalogue of Life.